# Космос-2398
Космос-2398 је један од преко 2400 совјетских вјештачких сателита лансираних у оквиру програма Космос.
Космос-2398 је лансиран са космодрома Плесецк, Русија, 4. јуна 2003. Ракета-носач Космос је поставила сателит у орбиту око планете Земље. 